# LIAR (中森明菜の曲)
「LIAR」（ライアー）は、日本の歌手である中森明菜の楽曲。この楽曲は中森の23枚目のシングルとして、1989年4月25日にワーナー・パイオニア（現：ワーナーミュージック・ジャパン）のリプリーズ・レコードレーベルよりリリースされた (EP: 06L7-4070, CT: 09L5-4070, 8cmCD: 09L3-4070)。

## 背景
「LIAR」は、1989年7月25日発売のスタジオ・アルバム『CRUISE』からの先行シングルとして、1989年4月25日にシングルレコード (EP: 06L7-4070)とコンパクトカセット (CT: 09L5-4070)とCDシングル (8cmCD: 09L3-4070)の3形態で同時発売された。EP盤での発売は本作が最後となった。この楽曲は、白峰美津子が作詞し、和泉一弥が作曲を手掛け、西平彰が編曲した。スタジオ・アルバム『CRUISE』ではこの楽曲がアルバムバージョンで収録されている。「LIAR」は後の作品でも新録され、1995年12月にリリースしたベスト・アルバム『true album akina 95 best』に収録された。
シングル盤「LIAR」のB面として発表された「Blue On Pink」は、三浦徳子の作詞に国安わたるが作曲し、若草恵が編曲を手掛けた楽曲である。同曲は、『アジア太平洋音楽祭』、テレビ朝日系『ミュージックステーション』（1989年5月26日）、フジテレビ系『夜のヒットスタジオDELUXE』（1989年6月21日）といったテレビ番組で歌唱された。
1989年7月9日、テレビ東京系列『第8回メガロポリス歌謡祭』ポップス入賞作品、及びプレゼンターとして当番組へ生出演し、「LIAR」を披露。ところが、それから僅か2日後の同年7月11日に中森は自殺未遂を起こした為、その後およそ1年間歌手活動を休止する。

## 批評
『ザテレビジョン』は「LIAR」について、「ロスト・ラブ」を歌った楽曲であると指摘した。音楽評論家の堤昌司はこの楽曲の構成について、「オーソドックスなスタイル」と指摘し、中森の歌唱については、低音のピアニシモの歌唱でも歌詞がくずれることなく明瞭に伝わるのは、これまで色々な種類の歌唱法に取り掛かってきた末得たものであろうと評価した。

## チャート成績
この楽曲は、オリコン週間シングルチャートの1989年5月8日付で、シングル「TATTOO」以来となる初登場・最高順位ともに1位を記録した。同チャートの100位以内においては、計20週に渡ってランクインしている。また、1989年度のオリコン年間シングルチャートでは、28位を記録した。TBS系『ザ・ベストテン』や、日本テレビ系『歌のトップテン』の両音楽番組ではともに最高位2位だった。

## 収録曲
| #         | タイトル         | 作詞       | 作曲       | 編曲      | 時間 |
| --------- | ---------------- | ---------- | ---------- | --------- | ---- |
| A.        | 「LIAR」         | 白峰美津子 | 和泉一弥   | 西平彰    | 4:35 |
| B.        | 「Blue On Pink」 | 三浦徳子   | 国安わたる | 若草恵    | 3:42 |
| 合計時間: | 合計時間:        | 合計時間:  | 合計時間:  | 合計時間: | 8:17 |

### 規格
- 1998年11月26日 - 12cmCD: WPC6-8680[14]
- 2008年11月12日 - デジタル・ダウンロード[15][16]
- 2014年6月18日 - 12cmCD, Singles Box 1982-1991の一枚として

## クレジット
- Photo by 塚田和徳[4]

## 収録アルバム
LIAR
- 『CRUISE』
- 『BEST III』[17][4]

Blue On Pink
- 『BEST III』

## カバーしたアーティスト
- いとうりな - 2010年7月7日のアルバム『Hey-Say』にてカバー。